# Новиков, Юрий Алексеевич
Ю́рий Алексе́евич Но́виков (род. 19 мая 1972, Павлодар) — казахстанский футболист, вратарь. Лучший голкипер чемпионата Казахстана: 2001, 2002, 2003.

## Биография
В футбол пришёл в детстве, первый тренер — Вильгельм Гализдра. После армии, в которой не играл в футбол всерьёз, не попав в спортроту, вернулся в футбол с помощью тренера Серика Бердалина возвращается в профессиональный футбол. Юрий Новиков стал запасным вратарем в карагандинском «Шахтере», основным был Юрий Ишутин.

В 2007 году оказался в центре скандала, был обвинён в договорной игре. Отрицал участие и наличие договорённости. По словам Юрия Новикова, 
скандал о «сдаче» раздули и также тихо «замяли». Продолжения не было. О чём это говорит? А Камашев, когда я с ним встретился, сказал, что все обвинения, которые он мне предъявил в своей передаче, шли не от него.

## Игровая статистика
В прошлом известный вратарь. Выступал за:
- 1990 — «Трактор» (Павлодар) — 1 матч, 0 пропущено (2 лига СССР)[2];
- 1993—1994, 1999—2000, 2006 — «Шахтёр» (Караганда) — 101 матч, 106 пропущено[2];
- 1995—1998, 2001—2006 — «Иртыш» (Павлодар) — 166 матчей, 93 пропущено[2];
- 2007 — «Жетысу» (Талдыкорган) — 24 матча, 28 пропущено[2];

Считает «своим» клубом павлодарский «Иртыш». Сам Новиков о своём первом матче за «Иртыш» (1990 год. Матч «Трактор» — «Целинник») так отзывается:
Застал то время. Было дело. (Улыбается.) Дебют у меня сложился просто уникальный. Замешкались мы с заменой. И короче, выбежал я на поле, добежал до ворот — звучит финальный свисток. До сих пор вспоминаю — смеюсь. Даже когда читаю про себя — написано: чемпионат СССР — одна игра. (Хохочет.) Хотя это было всего лишь секунд на тридцать.
В чемпионатах СССР (2 лига), Казахстана (высшая лига) сыграл 292 матча, при этом пропустил 227 голов. За национальную сборную Казахстана сыграл 26 матчей, при этом пропустил 43 гола (2001—2006 гг.). В Кубке Азиатских чемпионов сыграл 5 матчей, при этом пропустил 4 гола (2001 г.). В Лиге чемпионов сыграл 2 матча, пропустил 2 гола (2003 г.). На Кубке Содружества сыграл 6 матчей, при этом пропустил 11 голов (1998, 2003—2004 гг.)
Двукратный чемпион Казахстана (2002, 2003). Серебряный призёр чемпионата Казахстана (2004 г.). Финалист Кубка Казахстана (2002 г.). Полуфиналист Кубка Азиатских чемпионов (2001 г.). Лучший футболист Казахстана (2003 г.). Лучший вратарь Казахстана (2002, 2003 гг.). Обладатель Суперкубка по пляжному футболу (2010 г.).
В 2012—2013 был тренером вратарей нижнекамского «Нефтехимика». С 2016 г. являлся тренером вратарей шымкентского «Ордабасы».

## Личная жизнь
Жена Елена. Воспитывает трёх дочерей, в 2010 году им было 15 и 11 лет соответственно, третья 2011 г.р. Проживает в Павлодаре, северный Казахстан.